# Antônio Borges de Ataíde Júnior
Antônio Borges de Ataíde Júnior (Itapemirim, 1859 — 1911) foi um político brasileiro. Exerceu o mandato de deputado federal constituinte pelo Espírito Santo em 1891.